# Bioackumulation
Bioackumulation eller bioackumulering är anrikning och ackumulering av miljögifter hos en biologisk organism, vanligtvis ett djur. För att en substans ska kunna ge upphov till bioackumulation måste det vara fettlösligt eller persistent, ofta båda. Dessa substanser får organismerna vanligtvis i sig genom födan och de lagras i kroppen ju äldre de blir. Bioackumulation är en process som ofta förknippas med miljöproblem och ansamling av xenobiotika hos framförallt högt stående djur i näringskedjan, såsom rovdjur. Anledningen till att dessa djur är utsatta är att de kan få i sig höga halter gifter genom sina byten.
Bioackumulation syftar till ansamlingen av ett miljögift i celler och vävnader hos en enskild individ med tiden, medan biomagnifikation syftar till den anrikning som sker med ökade trofinivå i näringskedjan. I vissa sammanhang kan det vara viktigt att skilja mellan de båda men ofta går de hand i hand och ibland görs ingen skillnad mellan dem.
Exempel på bioackumulerande gifter är DDT, PCB och flamskyddsmedel. Jämför pilgrimsfalk. Ämnen som bioackumuleras är ofta fettlösliga och kan därmed inte utsöndras via urinen. Om organismen i fråga saknar nödvändiga enzym för att bryta ner det fettlösliga ämnen kommer det att lagras i organismens fettdepå. Även en del tungmetaller bioackumuleras, såsom bly.
Det bör noteras att inte alla miljögifter kan bioackumuleras.

## Historia
Ett välkänt svenskt exempel på de negativa effekterna av bioackumulation är den av polyklorerade bifenyler hos sälar i Östersjön under senare halvan av 1900-talet. Utsläpp från samhället ledde till att det fettlösliga miljögiftet ansamlades hos fiskar. Östersjösälarna som åt dessa fiskar fick då kraftigt förhöjda mängder PCB i sig genom födan (biomagnifikation). Med tiden gjorde detta att stora mängder PCB ansamlades i vävnader hos sälen (bioackumulation) vilket bland annat störde fortplantningscykeln. Mängden sälar i Östersjön minskade kraftigt på grund av detta. En viss stabilisering och ökning har skett sedan förbuden mot PCB i Sverige 1973.